# Principado de Smolensk

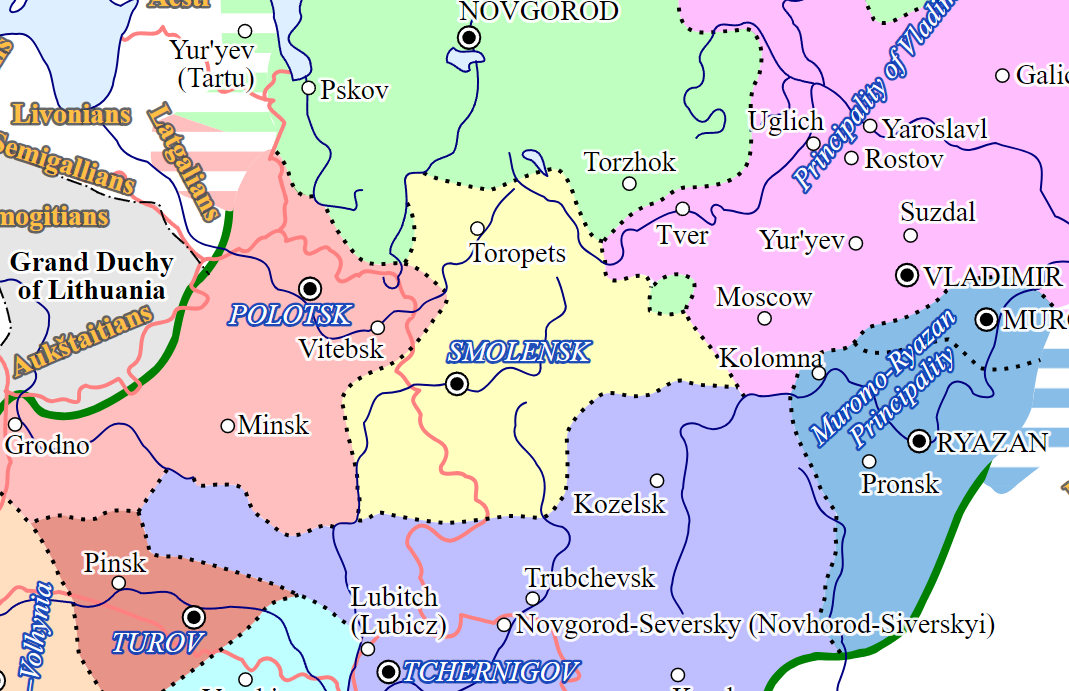
El Principado de Smolensk en 1237.

El principado de Smolensk (luego Gran principado de Smolensk) fue un señorío de la Rus de Kiev desde el siglo XI hasta el siglo XV. Hasta 1127, cuando pasó a manos de los Rostislávichi, el principado era parte de la tierra de Kiev.
Se localizaba en la parte alta del Dniéper, Volga y Dviná occidental. La capital era la ciudad de Smolensk. La ruta comercial de los varegos a los griegos pasaba por el principado y era una importante fuente de ingresos para sus gobernantes. La estructura del principado eran muchas ciudades,como Bely, Viazma, Dorogobuzh, Yelnia, Zhizhets, Zubtsov, Krasny, Krýchov, Mozhaisk, Mstislavl, Orsha, Propoisk, Rzhev, Rostislavl, Rudnya, Toropets.

## Historia
El principado pasó entre los descendientes del gran príncipe Yaroslav I el Sabio hasta 1125, cuando luego de la muerte de Vladímir Monómaco su nieto Rostislav Mstislávich fue instalado en el principado, mientras que el padre de este último, Mstislav I Vladímirovich, se convertía en gran príncipe de la Rus. El principado obtuvo su propio obispado, el obispo de Smolensk, en 1136.
Fueron los descendientes de Rostislav, los Rostislávichi, quienes reinaron en el principado hasta el siglo XV. Smolensk gozaba de lazos más fuertes con el oeste que la mayor parte de los principados de la Rus. El principado tenía un número de importantes ciudades que luego poseerían estatus de subordinado, como Briansk, Viazma y Mozhaysk. El principado cayó gradualmente bajo señorío lituano en el siglo XIV, siendo incorporado en el siglo XV. Luego de la unión entre Lituania y Polonia pasó a la República de las Dos Naciones (Rzeczpospolita), convirtiéndose en el voivodato de Smolensk. En el siglo XVII, la Rus bajo control ruso intentó apoderarse de la ciudad, y pese a la derrota en la guerra de Smolensk (1632–1634), capturó la ciudad en 1654. El éxito ruso fue ayudado en parte por la distracción polaca causada por la rebelión de los cosacos de Zaporozhia, conocida como Rebelión de Jmelnytsky.

## Economía
La famosa ruta comercial de los varegos a los griegos pasaba por el Principado y fue una importante fuente de ganancia para sus gobernantes. El comercio con Riga y Visby se desarrolló en la segunda mitad del siglo XII y en el siglo XIII. La principal exportación era cera seguido por miel y pieles; las principales importaciones de Europa eran textiles y, luego, sal, manjares y vino.

## Príncipes

### Antes de Rostislávichi
- Stanislav Vladímirovich, 1010–1015
- Viacheslav Yaroslávich, 1054–1057
- Ígor Yaroslávich, 1057–1060
- Sviatoslav Yaroslávich(?), 1060-1073 (anexado a Kiev)
- Vladímir Monómaco, 1073-1077/8
- Vladímir Vsévolodich, 1077–1085
- Iziaslav Vladímirovich, 1093–1094
- David I Sviatoslávich, 1094 x 1096
- Mstislav Vladímirovich, 1094 x 1096
- David I Sviatoslávich (segunda vez), 1096–1097
- Sviatoslav Vladímirovich, 1097–1113
- Viacheslav Vladímirovich, 1113–1125

### Rostislávichi
- Rostislav Mstislávich, 1125–1160
- Román Rostislávich, 1159/60-1172
- Yaropolk Románovich, 1172–1174
- Mstislav Rostislávich el Valiente, 1175–1177
- Román Rostislávich (segunda vez), 1177–1180
- David Rostislávich, 1180–1197
- Mstislav II Románovich, 1197–1213
- Vladímir Riúrikovich, 1212/3-1219
- Mstislav III Davídovich, 1223–1231
- Rostislav II Mstislávich, 1231/2
- Sviatoslav I Mstislávich, 1232–1239
- Vsévolod Mstislávich, 1239–1249
- Gleb I Rostislávich,  1249–1278
- Mijaíl Rostislávich, 1278/1279
- Fiódor Rostislávich el Negro, 1279/80-1287
- Aleksandr Glébovich, 1297–1313
- Iván Aleksándrovich, 1313–1359
- Sviatoslav II Ivánovich, 1359–1386
- Yuri Sviatoslávich, 1386–1394
- Gleb II Sviatoslávich, 1394–1395
- Yuri Sviatoslávich (segunda vez), 1401–1407
- Dominio lituano